# Триандафиллакос, Николаос
Николаос Триандафиллакос (греч. Νικόλαος Τριανταφυλλάκος; 8 ноября 1855, Триполи (Греция) — 16 сентября 1939, Афины) — греческий политик конца XIX — начала XX веков. В критический для Греции период августа-сентября 1922 года был 3 недели премьер-министром Греции.

## Биография
Родился в 1855 году в аркадийской Триполи.
Учился юриспруденции в Афинском университете, Берлине и Париже.
Вернувшись в Грецию, был вовлечён в политику. Был впервые избран депутатом парламента от Аркадии в 1892 году и продолжал избираться вплоть до 1923 года.
Примкнул к партии Димитриоса Раллиса и стал министром юстиции в его правительстве в апреле 1897 году.
В 1898 году принял портфель министра внутренних дел в правительстве Александроса Заимиса и оставался на этом посту в 1901 году в правительстве Заимиса, в 1909 году в правительстве Кирьякулиса Мавромихалиса и в 1915 году в правительстве Димитриоса Гунариса.

## Константинополь
В 1919 году, по мандату Антанты, Греция заняла западное побережье Малой Азии. В дальнейшем Севрский мирный договор 1920 года закрепил контроль региона за Грецией, с решением судьбы региона через 5 лет, на референдуме населения:16.
Завязавшиеся здесь бои с кемалистами приобрели характер войны, которую греки были вынуждены вести уже в одиночку. Из союзников, Италия, с самого начала поддержала кемалистов, Франция, решая свои задачи, также оказывала им поддержку. Греческая армия удерживала свои позиции. Геополитическая ситуация изменилась коренным образом и стала роковой для греческого населения Ионии, после парламентских выборов в Греции, в ноябре 1920 г. Под лозунгом «мы вернём наших парней домой» и получив поддержку, значительного тогда, мусульманского населения, на выборах победили монархисты:25.
Возвращение в Грецию германофила короля Константина освободило союзников от обязательств по отношению к Греции. Уинстон Черчилль, в своей работе «Aftermath» (стр. 387—388) писал: «Возвращение Константина расторгло все союзные связи с Грецией и аннулировало все обязательства, кроме юридических. С Венизелосом мы приняли много обязательств. Но с Константином, никаких. Действительно, когда прошло первое удивление, чувство облегчения стало явным в руководящих кругах. Не было более надобности следовать антитурецкой политике»:30.
После победы монархистской «Народной партии» на выборах 1920 года Триандафиллакос был послан комиссаром греческого правительства в оккупированный союзниками Константинополь.
Одним из результатов победы монархистов на выборах стал уход из действующей армии большого ряда офицеров сторонников Венизелоса. Ушедшие из армии сторонники Венизелоса были озабочены развитием событий и опасались за судьбу греческого населения Ионии и Восточной Фракии.
Вместе с представителями греческого населения они создали в начале 1921 года в Константинополе «Союз Национальной Обороны». «Союз» возглавил отставной генерал Димитриос Иоанну.
Будучи уверенными, что монархисты приведут Грецию к поражению, лидеры "Союза "надеялись с помощью Британии создать режим автономии в новых землях:354.
Триантафиллакос, будучи комиссаром королевского правительства, приложил усилия для нейтрализации деятельности «Союза Национальной Обороны».

## Малая Азия
Не находя решения в вопросе с греческим населением Ионии, в совсем иной геополитической обстановке, монархисты продолжили войну. Армия предприняла «Весеннее наступление» 1921 года, одержала тактические победы, но полного разгрома турок не достигла:48.
Греческая армия предприняла «Большое летнее наступление» 1921 года, нанесла туркам поражение в самом большом сражении войны при Афьонкарахисаре-Эскишехире, но разгром кемалистов не состоялся. Турки отошли к Анкаре и правительство вновь встало перед дилеммой: что делать дальше:55-58.
Правительство торопилось закончить войну и приняло решение наступать далее. 7 греческих дивизий форсировали Сакарью и пошли на восток. Армия не смогла взять Анкару и в порядке отошла назад за Сакарью. Как писал историк Д.Фотиадис, «тактически мы победили, стратегически мы проиграли»:115.
Монархистское правительство удвоило подконтрольную ему территорию в Азии, но возможностями для дальнейшего наступления не располагало. Одновременно, не решив вопрос с греческим населением региона, правительство не решалось эвакуировать армию из Азии. Фронт застыл на год. Армия продолжала удерживать фронт «колоссальной протяжённости, по отношению к располагаемым силам», что согласно заявлению А. Мазаракиса, кроме политических ошибок, стало основной причиной последовавшей катастрофы:159.
К тому времени Франция и Италия из союзников Греции официально стали союзниками Кемаля, Англия стала отходить и от моральной поддержки:163.
Финансовый тупик и невозможность содержать армию уже тогда могли "привести к кастастрофе, если бы не «смелая инициатива Протопападакиса» с принудительным займом. Это дало правительству возможность продолжить войну несколько месяцев:167.
29 апреля 1922 года правительство Гунариса было вынуждено уйти в отставку. Чтобы избежать выборов, противоборствующие фракции монархистов согласились сформировать совместное правительство, во главе с министром финансов Протопападакисом:513.

## Премьер-министр
Правление монархистов завершилось поражением армии и резнёй и изгнанием коренного населения Ионии. Дакин винит в исходе войны правительство, но не греческую армию, и считает, что даже в создавшихся неблагоприятных условиях, «как и при Ватерлоо, исход мог повернуться как в эту, так и в другую сторону»:357.
28 августа/10 сентября 1922 года король Константин распустил правительство Протопападакиса. В то время как Константину поступали предложения назначить премьером Венизелоса или Метаксаса, король доверил пост премьер-министра своему комиссару в Константинополе, Триандафиллакосу:357. При этом Трианфиллакос оставил за собой портфель военного министра:513.
Последовало восстание армии, которое быстро распространилось по всей стране.
Беспорядки вынудили правительство Триандафиллакоса 26 сентября подать в отставку.
Одновременно король Константин оставил свой трон, в пользу своего сына, наследного принца Георга II.
В 1923 году Триандафиллакос ушёл из большой политики.
В 1929 году он был избран «почётным сенатором».
Триантафиллакос умер в Афинах десятью годами позже, в 1939 году.